# Shulk
Shulk es un personaje ficticio protagonista del juego de rol de 2010 desarrollado por Monolith Soft, Xenoblade Chronicles, el primer juego de la saga del mismo nombre. Shulk ganó popularidad gracias a su inclusión en el videojuego de peleas de 2014 Super Smash Bros. para Nintendo 3DS y Wii U, a pesar de que el siguiente juego de la saga, Xenoblade Chronicles X no incluye a Shulk como personaje jugable, el juego incluye un creador de personajes, permitiendo así crear personajes con una apariencia parecida, las voces originales de Shulk, Adam Howden (inglés) y Shintaro Asanuma (japonés) están incluidas en este juego, más adelante Shulk fue agregado a los juegos Xenoblade Chronicles 2 y Xenoblade Chronicles 3 en forma de contenido descargable

## Creación
El creador de la saga de videojuegos Xenosaga y Xenoblade Chronicles, Tetsuya Takahashi, menciona que su primera idea al crear a Shulk es la de hacer un protagonista más agradable y con el que se pudiera tener empatía, diferente a la mayoría de personajes de juegos de rol japoneses. Xenoblade tuvo un tiempo estimado de desarrollo de alrededor de 4 años, comenzando en 2006, durante todo este tiempo Takahashi mencionaba que como el juego fue transformándose con el tiempo, la historia de Shulk también lo hizo. Takahashi creía que entre más negativo y fastidioso fuera el personaje principal en un JRPG, más difícil era para el jugador que le agradara, esto debido a las horas de juego que requieren terminar un juego de este tipo. Takahashi trabajo junto al escritor Yuichiro Takeda para la creación de Shulk, Takeda pensaba que para hacer de Shulk un personaje agradable debía ser un personaje mudo. A pesar de esto Takahashi rechazó esta idea, pues creía que esto afectaría la habilidad de Shulk de «resonar en el jugador». Al final, Takahashi hizo lo contrario, le dio a Shulk interacciones y diálogos inspiradores, siendo esto un punto importante de la historia del juego. Takahashi trató que Shulk reaccionara a varios eventos dentro del juego pensando en como reaccionarían los jugadores a estos eventos. el equipo depurador de Nintendo, "Super Mario Club", al revisar el juego le mencionaron a Takahashi que estaba logrando muy bien su trabajo.

## Apariciones
Shulk fue mostrado por primera vez en el E3 2009 junto al primer tráiler de Monado: Beginning of the World, el título provisional de Xenoblade Chronicles. Shulk hizo su primera aparición en Xenoblade, que primero fue lanzado en 2010 solo en Japón y un año más tarde se lanzaría Xenoblade Chronicles en Europa y en 2012 en América. Shulk es un "Huma" de 18 años, "Huma" es el equivalente a humano dentro del juego. Shulk es el protagonista principal del juego, y es la representación del dicho en inglés "brains over brawn", o «el cerebro le gana a los músculos» en español. perdió a sus padres a sus 14 años de edad, mientras hacían una exploración en busca de la Monado, una espada muy poderosa que solo puede ser blandida por unos cuantos. Shulk vive en la colonia 9, una de las últimas dos colonias Huma del juego, y cumple un rol como ingeniero, aprovechando esto para también estudiar a la Monado. La historia del juego cuenta la historia de Shulk y sus amigos tratando de defender sus tierras de los Mechon después de que la colonia 9 es atacada, dando como resultado la muerte de su interés amoroso Fiora. la espada Monado le da la habilidad a Shulk de tener visiones cortas del futuro próximo, esto sirve como un vehículo de la trama y forma parte de las mecánicas del juego. El juego a través de su extensa historia abarca la misión de Shulk por vengar la muerte de Fiora y las dificultades y cuestionamientos que Shulk tiene a razón de entender sus visiones y la posibilidad que estas le dan para poder cambiar el futuro para bien, mientras descubre todos los secretos de la Monado, como lo son su origen y sus capacidades ocultas. A lo largo del juego hay varias misiones secundarias que nos ayudan a conocer la personalidad de Shulk, un ejemplo es su disgusto por los vegetales y su miedo a las orugas. En Xenoblade Chronicles: Future Connected, el epílogo que fue añadido a Xenoblade Chronicles: Definitive Edition, Shulk ayuda a su amiga Melia a recuperar Alcamoth, La capital de la original de la raza Éntida o High Entia en inglés.
La secuela espiritual de Xenoblade Chronicles, Xenoblade Chronicles X, fue anunciada en el E3 2013. Al final del anuncio varios periodistas de videojuegos notaron la presencia de un personaje que tenía parecido a Shulk. Sin embargo el personaje no es jugable en el juego, pero se puede crear un personaje parecido gracias a las herramientas de personalización de personajes. En agosto de 2014 fue anunciado un port de Xenoblade Chronicles, Xenoblade Chronicles 3D, y al tratarse de un port la historia del juego fue la misma. Shulk y Fiora tienen una aparición en el modo desafío de Xenoblade Chronicles 2, donde cumplen el rol de «Blades». Una versión adulta de Shulk es jugable en la expansión de Xenoblade Chronicles 3.
Además de la saga de Xenoblade Chronicles, Shulk tiene dos apariciones en la saga Super Smash Bros, tanto en la cuarta entrega para Nintendo 3DS y Wii U, como en Super Smash Ultimate para Nintendo Switch. Con esto Howden volvió a grabar fragmentos de voz que se adaptaran al juego de peleas  Una figura Amiibo de Shulk fue anunciada en 2014, figura que se podía usar en juegos como Super Mario Maker, Yoshi's Woolly World, Xenoblade Chronicles 3D y Xenoblade Chronicles 3.

## Recepción
Shulk tuvo críticas mixtas por su rol en Xenoblade Chronicles. Phil Kollar de Game Informer mencionó que Shulk puede ser un personaje molesto, pero terminó siendo un personaje bastante bueno gracias al trabajo de voz y a la escritura detrás del personaje. Sin embargo varias críticas lo tachan de ser bastante plano.